# بخش طاهرگوراب
بخش طاهرگوراب یکی از بخش‌های شهرستان صومعه‌سرا استان گیلان در ایران است که قبل از شهرستان ماسال قرار دارد.

## تقسیمات کشوری
- بخش طاهرگوراب
- دهستان‌ها:
  - دهستان اباتر
  - دهستان طاهرگوراب
- شهر: طاهرگوراب

## جمعیت
جمعیت بخش طاهرگوراب براساس سرشماری عمومی نفوس و مسکن در سال ۱۳۹۵ برابر با ۹،۹۷۲ نفر بوده‌است.